# États-Unis aux Jeux paralympiques d'été de 2012
Les États-Unis participent aux Jeux paralympiques de 2012 à Londres. Il s'agit de leur quatorzième participation aux Jeux paralympiques. 
227 athlètes américains participent à 19 des 20 épreuves.
Lors des Jeux paralympiques de 2008, les États-Unis finirent 3e au classement général des médailles.

## Médaillés

### Médailles d'or
| Sport               | Discipline                              | Athlète(s)                                       | Performance        | Date               |
| Médailles d'or : 31 |                                         |                                                  |                    |                    |
| Athlétisme          | 100 m hommes T52                        | Raymond Martin                                   | 17 s 02            | 2 septembre 2012   |
| Athlétisme          | 400 m hommes T52                        | Raymond Martin                                   | 58 s 54            | 3 septembre 2012   |
| Athlétisme          | 400 m femmes T54                        | Tatyana McFadden                                 | 52 s 97            | 3 septembre 2012   |
| Athlétisme          | 800 m femmes T54                        | Tatyana McFadden                                 | 1 min 47 s 01      | 5 septembre 2012   |
| Athlétisme          | Lancer du disque hommes F44             | Jeremy Campbell                                  | 60,05 m (RP)       | 6 septembre 2012   |
| Athlétisme          | 800 m hommes T52                        | Raymond Martin                                   | 2 min 00 s 34      | 7 septembre 2012   |
| Athlétisme          | 1 500 m femmes T54                      | Tatyana McFadden                                 | 3 min 36 s 42      | 7 septembre 2012   |
| Athlétisme          | 200 m hommes T52                        | Raymond Martin                                   | 30 s 52 (RP)       | 8 septembre 2012   |
| Athlétisme          | Marathon femmes T54                     | Shirley Reilly                                   | 1 h 46 min 33 s    | 9 septembre 2012   |
| Cyclisme            | Poursuite individuelle hommes C3        | Joseph Berenyi                                   | 3 min 36 s 148     | 31 août 2012       |
| Cyclisme            | Contre-la-montre individuel femmes H1-2 | Marianna Davis                                   | 31 min 06 s 39     | 5 septembre 2012   |
| Cyclisme            | Contre-la-montre individuel femmes C1-3 | Allison Jones                                    | 26 min 58 s 54     | 5 septembre 2012   |
| Cyclisme            | Contre-la-montre individuel femmes C4   | Megan Fischer                                    | 26 min 04 s 39     | 5 septembre 2012   |
| Cyclisme            | Course en ligne femmes H1-3             | Marianna Davis                                   | 1 h 41 min 34 s    | 7 septembre 2012   |
| Cyclisme            | Relais par équipes mixte H1-4           | Matthew Updike Oscar Sanchez (en) Marianna Davis | 30 min 07 s 00     | 8 septembre 2012   |
| Natation            | 100 m papillon femmes S8                | Jessica Long                                     | 1 min 10 s 32 (RP) | 31 août 2012       |
| Natation            | 400 m nage libre femmes S8              | Jessica Long                                     | 4 min 42 s 28 (RM) | 31 août 2012       |
| Natation            | 100 m nage libre hommes S11             | Bradley Snyder                                   | 57 s 43            | 31 août 2012       |
| Natation            | 50 m nage libre femmes S13              | Kelley Becherer                                  | 27 s 46 (RAm)      | 1er septembre 2012 |
| Natation            | 100 m brasse femmes SB7                 | Jessica Long                                     | 1 min 29 s 28 (RP) | 1er septembre 2012 |
| Natation            | 50 m nage libre femmes S8               | Mallory Weggemann                                | 31 s 13 (RP)       | 2 septembre 2012   |
| Natation            | 100 m nage libre femmes S13             | Kelley Becherer                                  | 59 s 56            | 2 septembre 2012   |
| Natation            | 50 m nage libre hommes S7               | Lantz Lamback                                    | 27 s 84 (RP)       | 4 septembre 2012   |
| Natation            | 100 m dos hommes S10                    | Justin Zook                                      | 1 min 00 s 01 (RM) | 4 septembre 2012   |
| Natation            | 200 m 4 nages femmes SM8                | Jessica Long                                     | 2 min 37 s 09 (RP) | 5 septembre 2012   |
| Natation            | 400 m nage libre hommes S10             | Ian Jaryd Silverman                              | 4 min 04 s 91 (RP) | 5 septembre 2012   |
| Natation            | 100 m nage libre femmes S8              | Jessica Long                                     | 1 min 05 s 63 (RM) | 6 septembre 2012   |
| Natation            | 400 m nage libre hommes S11             | Bradley Snyder                                   | 4 min 32 s 41      | 7 septembre 2012   |
| Natation            | 100 m nage libres femmes S6             | Victoria Arlen                                   | 1 min 13 s 33 (RM) | 8 septembre 2012   |
| Tennis              | Doubles quad mixte                      | Nicholas Taylor David Wagner                     | 6-2 / 5-7 / 6-2    | 5 septembre 2012   |
| Tir à l'arc         | Individuel hommes                       | Jeff Fabry                                       | 6 - 2              | 3 septembre 2012   |

### Médailles d'argent
| Sport                   | Discipline                                   | Athlète(s) | Performance         | Date               |
| Médailles d'argent : 29 |                                              | |                     |                    |
| Athlétisme              | 5 000 m femmes T54                           | Shirley Reilly | 12 min 27 s 91      | 1er septembre 2012 |
| Athlétisme              | 200 m hommes T42                             | Shaquille Vance | 25 s 55             | 1er septembre 2012 |
| Athlétisme              | Saut en longueur hommes F11                  | Elexis Gillette | 6,34 m              | 4 septembre 2012   |
| Athlétisme              | 100 m hommes T44                             | Richard Browne | 11 s 03             | 6 septembre 2012   |
| Athlétisme              | Saut en hauteur hommes F46                   | Jeff Skiba | 2,04 m              | 8 septembre 2012   |
| Athlétisme              | 400 m hommes T44                             | Blake Leeper | 50 s 14             | 8 septembre 2012   |
| Cyclisme                | Poursuite individuelle femmes C4             | Megan Fischer | 4 min 06 s 599      | 30 août 2012       |
| Cyclisme                | Contre-la-montre individuel femmes C4-5      | Jennifer Schuble | 37 s 941            | 1er septembre 2012 |
| Cyclisme                | Contre-la-montre individuel hommes C3        | Joseph Berenyi | 23 min 31 s 73      | 5 septembre 2012   |
| Cyclisme                | Contre-la-montre individuel femmes H3        | Monica Bascio | 33 min 39 s 26      | 5 septembre 2012   |
| Cyclisme                | Course en ligne individuelle femmes H1-3     | Monica Bascio | 1 h 42 min 07       | 7 septembre 2012   |
| Judo                    | Moins de 100 kg hommes                       | Myles Porter | 001 - 100           | 1er septembre 2012 |
| Natation                | 50 m nage libre hommes S11                   | Bradley Snyder | 25 s 93 (RAm)       | 1er septembre 2012 |
| Natation                | 400 m nage libre femmes S6                   | Victoria Arlen | 5 min 20 s 18 (RAm) | 1er septembre 2012 |
| Natation                | 200 4 nages hommes SM7                       | Rudy Garcia-Tolson | 2 min 33 s 94 (RAm) | 2 septembre 2012   |
| Natation                | 100 m nage libre femmes S7                   | Cortney Jordan | 1 min 11 s 63       | 3 septembre 2012   |
| Natation                | Relais 4 × 100 m nage libre femmes 34 points | Susan Beth Scott Victoria Arlen Jessica Long Anna Eames | 4 min 24 s 57       | 3 septembre 2012   |
| Natation                | 50 m nage libre femmes S6                    | Victoria Arlen | 35 s 32 (RAm)       | 4 septembre 2012   |
| Natation                | 50 nage libres femmes S7                     | Cortney Jordan | 33 s 18             | 4 septembre 2012   |
| Natation                | 100 m dos femmes S8                          | Jessica Long | 1 min 18 s 67       | 4 septembre 2012   |
| Natation                | 50 m dos hommes S12                          | Tucker Dupree | 1 min 01 s 36 (RAm) | 5 septembre 2012   |
| Natation                | 400 m nage libre femmes S7                   | Cortney Jordan | 5 min 18 s 55       | 6 septembre 2012   |
| Natation                | 50 m papillon hommes S5                      | Roy Perkins | 34 s 57             | 7 septembre 2012   |
| Natation                | 200 m 4 nages femmes SM13                    | Rebecca Anne Meyers | 2 min 30 s 13       | 7 septembre 2012   |
| Natation                | 100 m nage libre hommes S5                   | Roy Perkins | 1 min 14 s 78       | 8 septembre 2012   |
| Tennis en fauteuil      | Simples quad                                 | David Wagner | 3-6 / 1-6           | 8 septembre 2012   |
| Tir à l'arc             | Concours individuel hommes                   | Matt Stutzman | 4 - 6               | 3 septembre 2012   |
| Voile                   | Skul 18 2 personnes mixte                    | Jen French Jp Creignou |                     | 5 septembre 2012   |
| Volley-ball             | Tournoi féminin                              | Lora Webster Brenda Maymon Michelle Gerlosky Kathryn Holloway Heather Erickson Monique Burkland Kari Miller Allison Aldrich Nichole Millage Kaleo Kanahele Kendra Lancaster William Hamiter (entraîneur) | 1 - 3               | 7 septembre 2012   |

### Médailles de bronze
| Sport                    | Discipline                                | Athlète(s) | Performance         | Date               |
| Médailles de bronze : 38 |                                           | |                     |                    |
| Athlétisme               | Lancer du poids hommes F52/53             | Scot Severn | 8,26 m              | 31 août 2012       |
| Athlétisme               | 200 m femmes T52                          | Kerry Morgan | 36 s 49             | 1er septembre 2012 |
| Athlétisme               | Lancer du poids femmes F54/55/56          | Angela Madsen | 8,88 m(RP)          | 1er septembre 2012 |
| Athlétisme               | 100 m hommes T52                          | Paul Nitz | 17 s 99             | 2 septembre 2012   |
| Athlétisme               | 200 m hommes T44                          | Blake Leeper | 22 s 46             | 2 septembre 2012   |
| Athlétisme               | 100 m femmes T44                          | April Holmes | 13 s 33             | 2 septembre 2012   |
| Athlétisme               | 800 m hommes T53                          | Joshua George | 1 min 41 s 50       | 5 septembre 2012   |
| Athlétisme               | 100 m femmes T52                          | Kerry Morgan | 20 s 68             | 5 septembre 2012   |
| Athlétisme               | 800 m femmes T53                          | Jessica Galli | 1 min 53 s 12       | 5 septembre 2012   |
| Athlétisme               | 1 500 m femmes T54                        | Shirley Reilly | 3 min 37 s 03       | 7 septembre 2012   |
| Athlétisme               | Lancer du disque hommes F51/52/53         | Zena Cole | 5,25 m              | 7 septembre 2012   |
| Athlétisme               | 400 m hommes T44                          | David Prince | 50 s 61 (RM)        | 8 septembre 2012   |
| Athlétisme               | 100 m femmes T54                          | Tatyana McFadden | 16 s 15             | 8 septembre 2012   |
| Aviron                   | Deux de couple mixte TA                   | Oksana Masters Rob Jones | 4 min 05 s 56       | 2 septembre 2012   |
| Basket-ball en fauteuil  | Tournoi masculin                          | Eric Barber Joseph Chambers Jeremy Lade Joshua Turek Trevon Jenifer William Waller Matt Scott Steve Serio Jason Nelms Ian Lynch Paul Schulte Nate Hinze Jim Glatch (entraîneur)      | 61 - 46             | 4 septembre 2012   |
| Cyclisme                 | Poursuite individuelle femmes C1-2-3      | Allison Jones | 4 min 28 s 504      | 30 août 2012       |
| Cyclisme                 | Sprint par équipes mixte C1 à 5           | Joseph Berenyi Sam Kavanagh Jennifer Schuble | 53 s 174            | 2 septembre 2012   |
| Cyclisme                 | Contre-la-montre individuel hommes H4     | Oscar Sanchez (en) | 25 min 35 s 26      | 5 septembre 2012   |
| Cyclisme                 | Contre-la-montre individuel femmes C5     | Kelly Crowley | 25 min 14 s 51      | 5 septembre 2012   |
| Cyclisme                 | Course en ligne individuelle femmes C1-3  | Allison Jones | 1 h 29 min 11       | 6 septembre 2012   |
| Cyclisme                 | Course en ligne individuelle femmes C4-5  | Kelly Crowley | 1 h 48 s 34         | 6 septembre 2012   |
| Judo                     | Moins de 90 kg hommes                     | Dartanyon Crockett | 100-000             | 1er septembre 2012 |
| Natation                 | 50 m nage libre hommes S5                 | Roy Perkins | 33 s 69             | 30 août 2012       |
| Natation                 | 100 m papillon femmes S9                  | Elizabeth Stone | 1 min 10 s 10 (RAm) | 30 août 2012       |
| Natation                 | 100 m dos femmes S7                       | Cortney Jordan | 1 min 25 s 33       | 30 août 2012       |
| Natation                 | 100 m dos femmes S9                       | Elizabeth Stone | 1 min 12 s 28       | 31 août 2012       |
| Natation                 | 200 m nage libre hommes S5                | Roy Perkins | 2 min 34 s 14       | 1er septembre 2012 |
| Natation                 | 100 m nage libre femmes S13               | Rebecca Anne Meyers | 1 min 01 s 90       | 2 septembre 2012   |
| Natation                 | 100 m nage libre hommes S7                | Lantz Lamback | 1 min 01 s 50 (RAm) | 3 septembre 2012   |
| Natation                 | 100 m nage libre hommes S12               | Tucker Dupree | 54 s 41 (RAm)       | 4 septembre 2012   |
| Natation                 | 400 m nage libre femmes S10               | Susan Beth Scott | 4 min 37 s 23       | 5 septembre 2012   |
| Natation                 | 100 m brasse femmes SB5                   | Noga Nir-Kistler | 1 min 50 s 76 (RAm) | 5 septembre 2012   |
| Natation                 | 50 m nage libre hommes S12                | Tucker Dupree | 24 s 37 (RAm)       | 7 septembre 2012   |
| Natation                 | 200 m 4 nages femmes SM13                 | Kelley Becherer | 2 min 30 s 36       | 7 septembre 2012   |
| Natation                 | Relais 4 × 100 m 4 nages femmes 34 points | Susan Beth Scott Anna Johannes Jessica Long Mallory Weggemann | 4 min 54 s 13 (RAm) | 7 septembre 2012   |
| Natation                 | 100 m brasse SB13                         | Kelley Becherer | 1 min 21 s 50       | 8 septembre 2012   |
| Rugby en fauteuil        | Tournoi mixte                             | Chance Sumner Seth McBride Adam Scaturro Chuck Aoki Jason Regier Scott Hogsett Nick Springer Will Groulx Andy Cohn Chad Cohn Derrick Helton Joe Delagrave James Gumbert (entraîneur) | 53 - 43             | 9 septembre 2012   |
| Tennis en fauteuil       | Simple quad                               | Nicholas Taylor | 1-6 / 6-3 / 6-4     | 8 septembre 2012   |

### Athlètes plusieurs fois médaillés
Liste des athlètes paralympiques américains ayant obtenu au moins 2 médailles.
|    | Athlète             | Sport              |   |   |   | Total |
| -- | ------------------- | ------------------ | - | - | - | ----- |
| 1  | Jessica Long        | Natation           | 5 | 2 | 1 | 8     |
| 2  | Raymond Martin      | Athlétisme         | 4 | - | - | 4     |
| 3  | Tatyana McFadden    | Athlétisme         | 3 | - | 1 | 4     |
| 4  | Marianna Davis      | Cyclisme           | 3 | - | - | 3     |
| 5  | Bradley Snyder      | Natation           | 2 | 1 | - | 3     |
| 6  | Kelley Becherer     | Natation           | 2 | - | 2 | 4     |
| 7  | Victoria Arlen      | Natation           | 1 | 3 | - | 4     |
| 8  | Shirley Reilly      | Athlétisme         | 1 | 1 | 1 | 3     |
| 8  | Joseph Berenyi      | Cyclisme           | 1 | 1 | 1 | 3     |
| 10 | Megan Fisher        | Cyclisme           | 1 | 1 | - | 2     |
| 10 | David Wagner        | Tennis en fauteuil | 1 | 1 | - | 2     |
| 12 | Allison Jones       | Cyclisme           | 1 | - | 2 | 3     |
| 13 | Oscar Sanchez (en)  | Cyclisme           | 1 | - | 1 | 2     |
| 13 | Lantz Lamback       | Natation           | 1 | - | 1 | 2     |
| 13 | Mallory Weggemann   | Natation           | 1 | - | 1 | 2     |
| 13 | Nicholas Taylor     | Tennis en fauteuil | 1 | - | 1 | 2     |
| 17 | Roy Perkins         | Natation           | - | 2 | 2 | 4     |
| 18 | Cortney Jordan      | Natation           | - | 2 | 1 | 3     |
| 19 | Monica Bascio       | Cyclisme           | - | 2 | - | 2     |
| 20 | Susan Beth Scott    | Natation           | - | 1 | 2 | 3     |
| 20 | Tucker Dupree       | Natation           | - | 1 | 2 | 3     |
| 22 | Blake Leeper        | Athlétisme         | - | 1 | 1 | 2     |
| 22 | Jennifer Schuble    | Cyclisme           | - | 1 | 1 | 2     |
| 22 | Rebecca Anne Meyers | Natation           | - | 1 | 1 | 2     |
| 25 | Kerry Morgan        | Athlétisme         | - | - | 2 | 2     |
| 25 | Kelly Crowley       | Cyclisme           | - | - | 2 | 2     |
| 25 | Elizabeth Stone     | Natation           | - | - | 2 | 2     |

### Médailles par sport
| Sport                   |    |    |    | Total |
| Athlétisme              | 9  | 6  | 13 | 28    |
| Aviron                  | -  | -  | 1  | 1     |
| Basket-ball en fauteuil | -  | -  | 1  | 1     |
| Cyclisme                | 6  | 5  | 6  | 17    |
| Judo                    | -  | 1  | 1  | 2     |
| Natation                | 14 | 13 | 14 | 41    |
| Rugby en fauteuil       | -  | -  | 1  | 1     |
| Tennis en fauteuil      | 1  | 1  | 1  | 3     |
| Tir à l'arc             | 1  | 1  | -  | 2     |
| Voile                   | -  | 1  | -  | 1     |
| Volley-ball             | -  | 1  | -  | 1     |
| Total                   | 31 | 29 | 38 | 98    |

## Athlétisme
Hommes
- Zach Abbott
- Jerome Avery (guide)
- Jordan Bird
- Jim Bob Bizzell
- Adam Bleakney
- David Brown
- Richard Browne
- Jeremy Campbell
- Ryan Chalmers
- Chris Clemens
- Scott Danberg
- Tobi Fawehinmi
- Rudy Garcia-Tolson
- Joshua George
- Tanner Gers
- Elexis Gillette
- Chris Hammer
- Josiah Jamison
- Blake Leeper
- Raymond Martin
- Michael Murray
- Paul Nitz
- Dennis Ogbe
- Aaron Pike
- Markeith Price
- David Prince
- Austin Pruitt
- Josh Roberts
- Krige Schabort
- Scot Severn
- Brian Siemann
- Jerome Singleton
- Jeff Skiba
- Rolland Slade (guide)
- Shaquille Vance
- Jarryd Wallace
- Scott Winkler
- Wesley Williams (guide)

Femmes
- Zena Cole
- Carleigh Dewald
- Anjali Forber Pratt
- Jessica Galli
- April Holmes
- Cheryl Leitner
- Angela Madsen
- Cece Mazyck
- Hannah McFadden
- Tatyana McFadden
- Amanda McGrory
- Kristen Messer
- Cassie Mitchell
- Kerry Morgan
- Shirley Reilly
- Susannah Scaroni
- Christina Schwab
- Katy Sullivan
- Amberlynn Weber

## Aviron
Hommes
- Ronald Harvey
- Andrew Johnson
- Rob Jones
- Dorian Weber

Femmes
- Eleni Englert
- Oksana Masters
- Emma Preuschl
- Alexandra Stein

## Basket-ball en fauteuil
Hommes
- Eric Barber
- Joseph Chambers
- Nate Hinze
- Trevon Jenifer
- Jason Nelms
- Jeremy Lade
- Ian Lynch
- Paul Schulte
- Matt Scott
- Steve Serio
- Joshua Turek
- William Waller
- Jim Glatch (entraîneur)

Femmes
- Sarah Binsfield
- Sarah Castle
- Jennifer Chew
- Rose Hollermann
- Darlene Hunter
- Mary Allison Milford
- Desi Miller
- Rebecca Murray
- Alana Nichols
- Jennifer Poist
- Natalie Schneider
- Andrea Woodson-Smith

## Boccia
- Austin Hanson

## Cyclisme
Hommes
- Joseph Berenyi
- Sam Kavanagh
- Steven Peace
- Anthony Pedeferri
- Clark Rachfal
- Oscar Sanchez (en)
- David Swanson (pilote)
- Matthew Updike
- Anthony Zahn

Femmes
- Monica Bascio
- Kelly Crowley
- Alicia Dana
- Marianna Davis
- Megan Fisher
- Allison Jones
- Greta Neimanas
- Jennifer Schuble

## Équitation
Hommes
- Dale Dedrick
- Jonathan Wentz

Femmes
- Rebecca Hart
- Donna Ponessa

## Escrime
Hommes
- Joseph Brinson
- Ryan Estep
- Gerard Moreno
- Mario Rodriguez
- Gary van der Wege

Femmes
- Catherine Bouwkamp

## Football à 7
Hommes
- Chris Ahrens
- Adam Ballou
- Tyler Bennett
- Bryce Boarman
- Alex Hendricks
- Keith Johnson
- Chad Jones
- Josh McKinney
- Rene Renteria
- Gavin Sibayan
- Marthell Vazquez
- Jerreme Wade

## Goalball
Femmes
- Jen Armbruster
- Lisa Czechowski
- Amanda Dennis
- Asya Miller
- Robin Theryoung
- Jordan Walters

## Haltérophilie
Hommes
- Ahmed Shafik

Femmes
- Mary Stack

## Judo
Hommes
- Dartanyon Crockett
- Ronald Hawthorne
- Myles Porter

Femmes
- Katie Davis
- Christella Garcia
- Cynthia Paige Simon

## Natation
Hommes
- Evan Ryan Austin
- Cody Bureau
- Michael Demarco
- Tucker Dupree
- Rudy Garcia-Tolson
- Dalton Herendeen
- Lantz Lamback
- Curtis Lovejoy
- Roy Perkins
- Michael Prout
- Ian Jaryd Silverman
- Bradley Snyder
- Joe Wise
- Thomas Young
- Justin Zook

Femmes
- Victoria Arlen
- Kelley Becherer
- Brickelle Bro
- Aimee Bruder
- Jaide Childs
- McKenzie Coan
- Anna Eames
- Amanda Everlove
- Alyssa Gialamas
- Anna Johannes
- Cortney Jordan
- Jessica Long
- Letticia Martinez
- Rebecca Anne Meyers
- Noga Nir-Kistler
- Ileana Rodriguez
- Susan Beth Scott
- Elizabeth Stone
- Mallory Weggemann
- Colleen Young (en)

## Rugby en fauteuil
Hommes
- Charles Aoki
- Andy Cohn
- Chad Cohn
- Joe Delagrave
- Will Groulx
- Derrick Helton
- Scott Hogsett
- Seth McBride
- Jason Regier
- Adam Scaturro
- Nicholas Springer
- Chance Sumner
- James Gumbert (entraîneur)

## Tennis en fauteuil
Hommes
- Steve Baldwin
- Bryan Barten
- Jon Rydberg
- Nicholas Taylor
- David Wagner
- Stephen Welch
- Noah Yablong

Femmes
- Emmy Kaiser
- Mackenzie Soldan

## Tennis de table
Hommes
- Tahl Leibovitz

Femmes
- Pamela Fontaine
- Tara Profitt

## Tir
- Eric Hollen
- Joshua Olson

## Tir à l'arc
Hommes
- Eric Bennett
- Dugie Denton
- Jeff Fabry
- Jerry Shields
- Matt Stutzman
- Russell Wolfe

Femmes
- Lee Ford

## Voile
Hommes
- Tom Brown
- Paul Callahan
- Jp Creignou
- Bradley Johnson
- Mark LeBlanc

Femmes
- Jen French

## Volley-ball en fauteuil
Femmes
- Allison Aldrich
- Monique Burkland
- Heather Erickson
- Michelle Gerlosky
- Katie Holloway
- Kaleo Kanahele
- Kendra Lancaster
- Brenda Maymon
- Nicole Millage
- Kari Miller
- Lora Webster
- William Hamiter (entraîneur)